# Giuseppe Giusti

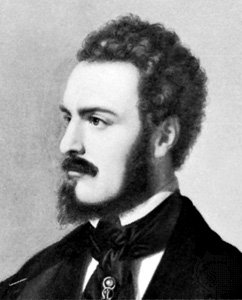
Giuseppe Giusti, detalj från en oljemålning av Ferdinando Rondoni.

Giuseppe Giusti, född 12 maj 1809 i Monsummano Terme, död 31 maj 1850, var en italiensk poet.
Giusti var advokat i Florens och medlem av Toscanas parlament. Han deltog i nationalgardet 1848-49, och ägnade stor del av sitt författarskap åt kamp mot österrikarna och maning till nationell enhet. Bland hans starkt nationalistiska dikter märks Dies iræ, Terra dei morti och Sant'Ambrogio. Samtidigt gäckade han i sin poesi bördshögfärd, nepotism, ämbetsmannaoärlighet, lotterispel med mera, och häcklade även sina politiska meningsfränder för deras själviska maktbegär och brist på disciplin och offervilja. Dessa senare avfall förvandlade många av hans tidigare vänner till fiender, och Giusti till en ensam man, av åtskilliga ansedd som en reaktionär och överlöpare. Giusti skrev sin poesi på toskanska, och hans poesi återgav dialekten dess rang av litterärt språk. Giusti författade även ett biografiskt verk över Giuseppe Parini 1846, postumt utkom 1853 hans Proverbi toscani. 